# Leslie Abramson
Pour les articles homonymes, voir Abramson.
Leslie Abramson, née le 6 octobre 1943 dans le Queens à New York (États-Unis), est une avocate américaine. Spécialisée dans la défense pénale, elle est surtout connue pour avoir défendu Erik Menéndez.

## Biographie
Leslie Hope Abramson est née le 6 octobre 1943 dans le Queens à New York aux États-Unis dans une famille d'immigrants juifs.
Elle est diplômée du Queens College et fait des études de droit à l'université de Californie à Los Angeles, d'où elle sort diplômée en 1969.

## Carrière
Elle est admise au barreau en 1970 et travaille jusqu'en 1976 en Californie en tant que défenseur public, avant d'intégrer le secteur privé,.
En 1988, elle représente Arnel Salvatierra qui, alors âgé de 17 ans, tire trois fois sur son père. Arguant une maltraitance de la part du père du jeune homme, elle parvient à lui éviter la condamnation pour meurtre au premier degré et se conclut finalement en homicide volontaire. Il est acquitté en 1989 et condamné à cinq ans de liberté conditionnelle.
En 1990, elle représente Dr Khalid Parwez, accusé d'avoir étranglé et démembré son fils de 11 ans lors d'une bataille pour la garde de l'enfant. Il est déclaré non coupable de meurtre.
Au début des années 1990, elle défend Erik Menéndez, accusé avec son frère Lyle du meurtre de ses parents. Sa défense est basée sur des allégations de violences physiques et sexuelles de la part de leur père et sur la supposée nécessité des frères d'agir avant que les parents ne les tuent eux-mêmes. Un premier procès sans issue se conclut en 1993, faute de décision des jurés. Une nouvelle affaire s'ouvre en 1995. Très médiatisée, elle se solde le 21 mars 1996 par la condamnation à la prison à vie sans possibilité de libération conditionnelle,. Durant le procès, Leslie Abramson suscite la controverse en étant accusée d'avoir demandé au psychiatre d'Erik d'effacer et de réécrire des passages des notes du médecin. Une enquête est ouverte par le barreau de l'État. En 1999, après 3 ans d'enquête, l'affaire est classée sans suite, faute de preuves.
En 1997, elle publie un livre intitulé The Defense Is Ready: Life in the Trenches of Criminal Law.
En 2004, elle est engagée par le producteur Phil Spector, accusé d'avoir tué l'actrice Lana Clarkson dans son manoir d'Alhambra en Californie le 3 février 2003, pour remplacer son ancien avocat Robert Shapiro,. À la suite de conflits avec le producteur, elle cesse de le représenter. Il est alors représenté par un autre avocat et est finalement condamné pour meurtre.
Sa licence professionnelle expire en 2023. Durant sa carrière, Leslie Abramson a défendu plus de 50 personnes accusées de meurtre. Parmi elles, une seule affaire majeure s'est conclue par une condamnation à mort.
La Los Angeles Criminal Courts Bar Association a désigné à deux reprises Leslie Abramson comme avocate de l'année. Elle est également la première femme à occuper le poste de président de la California Attorneys for Criminal Justice.

## Vie privée
Leslie Abramson se marie avec un pharmacien avec lequel elle a une fille, Laine (née en 1965). Ils divorcent en 1969.
Elle épouse le journaliste au Los Angeles Times Tim Rutten (en), avec lequel elle adopte un garçon, Aidan Conor Rutten (né en 1993). Ils divorcent en juin 2007 mais restent proches jusqu'à sa mort en 2022.

## Dans la culture populaire
Dans le téléfilm de 1994 Menendez: A Killing in Beverly Hills, Leslie Abramson est jouée par Margaret Whitton.
Le personnage joué par Tracey Ullman, Sydney Kross, dans la série télévisée Tracey Takes On... est inspiré de Leslie Abramson.
En 2017, Edie Falco joue le rôle de Leslie Abramson dans la première saison de Law and Order True Crime, se basant sur l'affaire Menéndez.
La deuxième saison de la série télévisée Monstres, Monstres : L'histoire de Lyle et Erik Menéndez, est dédiée à l'affaire Lyle et Erik Menéndez. Sortie le 19 septembre 2024, Leslie Abramson y est interprétée par Ari Graynor. Quelques jours plus tard, le 7 octobre 2024, le documentaire de Netflix Les frères Menendez revient sur l'affaire.